# وعد جاها (فلم)
وعد جاها (بالإنجليزية: Jaha's Promise)، هُو فيلم وثائقي ودرامي أمريكي غامبي صدر سنة 2017، وقد أخرجه وأنتجه الثنائي باتريك فيرلي وكايت أوكالاغان.

## وصلات خارجية
- مقالات تستعمل روابط فنية بلا صلة مع ويكي بيانات